# Fritz Peter Schäfer
Fritz Peter Schäfer (Bad Hersfeld, 15 de janeiro de 1931 — 25 de abril de 2011) foi um físico alemão.